# William Pereira
Pour les articles homonymes, voir Pereira.
William Leonard Pereira, né le 25 avril 1909 à Chicago et mort le 13 novembre 1985 à Los Angeles, est un architecte américain.

## Présentation
Il est l'architecte de la Transamerica Pyramid à San Francisco et de la Geisel Library de l'université de Californie à San Diego.
William Pereira a toutefois conçu de nombreux autres bâtiments, comme l'emblématique Theme Building de l'Aéroport international de Los Angeles.

## Œuvres
- Aéroport international d'Harrisburg
- Aéroport international Mehrabad
- CBS Television City
- Disneyland Hotel
- Fox Plaza
- Geisel Library
- Musée d'art du comté de Los Angeles
- Palm Springs Convention Center
- Theme Building
- Transamerica Pyramid
- Université de Californie à Irvine